# Крстич, Радислав
Радислав Крстич (род. 15 февраля 1948; Неделиште, близ Власеницы, СР Босния и Герцеговина) — бывший генерал Армии боснийских сербов, «правая рука» и заместитель Ратко Младича. Признан МТБЮ одним из ключевых виновников геноцида в Сребренице.

## Биография
Радислав Крстич родился 15 февраля 1948 года в населённом пункте Неделиште, близ Власеницы (БиГ). Учился в этом городе, затем в гимназии Хан-Пиеска, где получил среднее образование. В 1968 году он поступил в Военную академию в Белграде, закончил её в 1972 году и был направлен в сараевский гарнизон. В 1981 году он повышал квалификацию при генштабе белградской Военной академии. В 1983 году его перевели в Неготин. Летом 1986 года Крстич был отправлен в Приштину для подготовки офицеров и подразделений Приштинского корпуса ЮНА. В 1987 году он возглавил штаб моторизованной бригады корпуса, а в 1990 году принял командование бригадой.
С началом войны в БиГ Крстич вернулся в родные места и присоединился к Войску Республики Сербской, где практически сразу же получил чин подполковника и возглавил 2-ю Романийскую моторизованную бригаду, дислоцированную в Соколаце. В октябре того же года он был повышен до полковника. 15 августа 1994 года Крстич был назначен начальником штаба Дринского корпуса ВРС, который тогда возглавлял генерал Миленко Живанович. На должность заступил 28 сентября. Крстич часто находился на линии фронта и 29 декабря 1994 года он наступил на мину. Получив тяжёлое ранение, он был доставлен в военный госпиталь в Соколаце. 3 января 1995 года ему была сделана операция — правую ногу ниже колена ампутировали. В марте его перевели в Военно-медицинскую академию в Белграде, где Крстич оставался до конца апреля, когда был выписан по своей просьбе, хотя до середины мая ему пришлось проходить лечение в военных госпиталях Соколаца и Власеницы. Возвращение к исполнению обязанностей совпало с возросшей активностью АРБиГ и Крстичу пришлось координировать действия контратаковавших подразделений Дринского корпуса.
Радислав Крстич был одним из руководителей военной операции по разгрому группировок АРБиГ в Сребренице и Жепе. 13 июля 1995 года он возглавил Дринский корпус ВРС, генерал-майор Живанович был отправлен на пенсию. После окончания войны Крстич отправился в Сербию, а в апреле 1998 года вернулся в Республику Сербскую и получил под своё командование 5-й корпус ВРС.
1 ноября 1998 года Международный трибунал по бывшей Югославии выдвинул против Крстича обвинение в геноциде боснийских мусульман в Сребренице в июле 1995 года. 2 декабря 1998 года генерал был захвачен у деревни Вршани на пути между Биелиной и Брчко и немедленно доставлен в Гаагу. Захват осуществили американские и английские спецназовцы. Суд начался 7 декабря 1998 года, а 2 августа 2001 Крстича приговорили к 46 годам тюремного заключения. 15 августа его адвокат подал апелляцию, и, в результате, Радислав Крстич был приговорён к 35 годам заключения. 20 декабря 2004 года он был отправлен отбывать наказание в Великобританию.
В мае 2010 года в британской тюрьме на Крстича напала группа заключенных-мусульман, несколько раз ударив его ножом. В октябре 2015 года Правительство Великобритании выплатило ему компенсацию в 52 500 фунтов стерлингов.
После выздоровления был возвращен в тюрьму, затем переведен в Нидерланды. МТБЮ обратился к Польше с запросом о возможности отбытия оставшейся части срока на территории этой страны на основании подписанного ранее Договора между Правительством Республики Польша и Организацией Объединённых Наций об исполнении приговоров МТБЮ от 18 сентября 2008 года. 3 декабря 2012 года Варшавский окружной суд выразил согласие на пребывание генерала Крстича в Польше. 20 марта 2014 года он был переведен в следственный изолятор в Пётркуве-Трыбунальском. В том же пенитенциарном учреждении отбывает наказание генерал-полковник полиции Сретен Лукич также осужденный МТБЮ. 
С апреля 2025 года он отбывает наказание в Тартуской тюрьме, Эстония.